# Paul Lappalainen
Paul Aarre Lappalainen, född 13 juli 1954 i Kanada, är en före detta svensk lokalpolitiker, svensk och amerikansk jurist, samhällsdebattör och statlig utredare.
Under perioden 1998-2010 var han ledamot i Stockholms kommunfullmäktige för miljöpartiet. 2010-2013 var han ledamot i Stockholms läns landstingsfullmäktige. 2013 avgick han från fullmäktige och från miljöpartiet. Paul Lappalainen har varit senior expert hos Diskrimineringsombudsmannen (DO) samt tjänsteman på Integrationsverket och Centrum mot rasism på 1990-talet och början av 2000-talet. Han flyttade till Sverige cirka 1978. Bland annat har han också kämpat för att Sverige ska införa dubbla medborgarskap.
Paul Lappalainen är både amerikansk och svensk medborgare men har växt upp i Kanada, då det var dit hans finska föräldrar flydde undan krigets Europa, och det var där han föddes. Innan han kom till Sverige studerade han till jurist i USA men har även läst en svensk juristexamen. Han har drivit integrationsfrågor, bland annat som sekreterare i den utredning som lade fram 1999 års lag mot etnisk diskriminering. Lappalainen var särskild utredare i den statliga utredningen om "strukturell diskriminering på grund av etnisk och religiös tillhörighet", eller "Det blågula glashuset - strukturell diskriminering i Sverige" (SOU 2005:56), som rönte stor uppmärksamhet och välkomnades av dåvarande integrationsminister Jens Orback.